# 埃拉尼耶尔
埃拉尼耶尔（Eraniel），是印度泰米尔纳德邦甘尼亚古马里县的一个城镇。总人口9554（2001年）。

## 人口
该地2001年总人口9554人，其中男性4734人，女性4820人；0—6岁人口838人，其中男422人，女416人；识字率81.94%，其中男性为84.26%，女性为79.67%。